# Doyle Wolfgang Von Frankenstein
Doyle Wolfgang von Frankenstein (født Paul Caiafa 15. september 1964 i Lodi, New Jersey) er en amerikansk guitarist, bedst kendt for sit materiale med horror punk bandet, The Misfits. Han er Jerry Onlys lillebror

## Privat
Doyle er gift med den tidligere pro wrestler Stephanie Bellars alias Gorgeous George (Frankenstein). De har en datter ved navn Boriss sammen og Stephanie har en søn, Issac fra et tidligere forhold og Doyle har to sønner ved navn Louis og Pauly fra et tidligere forhold. Han har deres navne tatoveret på fingrene på sin højre hånd. De flyttede til Las Vegas, Hollywood og vendte tilbage til New Jersey. Doyle hævder at have løftet vægte i 34 år. Han er kendt for at have generte reaktioner, når han bliver filmet, og til tider nægter at tale.

## Spillestil og udstyr
Doyle's tidlige guitarspil stil bestod i høj grad af nedslag og powerakkorder, hvor han brugte en Ibanez Iceman guitar. Senere, efter at han havde eksperimenterede med guitarer i Kryst The Conqueror, udviklede Doyle sin skræddersyede Rand Annihilator guitar fra 1987 til 1994. I 2000'erne, samarbejdede Doyle med Oktober guitares om at genskabe Annihilator sammen med en signatur pickup. Doyle anvender i øjeblikket sin skræddersyede Rand og Oktober Annihilator guitarer, Ampeg Lee Jackson hoveder, og hans egen signatur Dean Markley strenge. Han er ved at udgive sin egen signatur forstærker. Han er set med en Jackson guitar i gamle billeder.

## Diskografi

### The Misfits
- 3 Hits From Hell (1981) – EP
- Halloween (1981) – single
- Walk Among Us (1982) – album
- Evilive (1982) – live EP
- Earth A.D./Wolfs Blood (1983) – album
- Die, Die My Darling (1984) – single
- 12 Hits from Hell (2001) – album)
- American Psycho (1997) – album
- Dig Up Her Bones (1997) – single
- Evillive II (1998) – live fan club album
- I Wanna Be A NY Ranger (1998) – single
- Scream! (1999) – single
- Famous Monsters (1999) – album
- Monster Mash (1999) – single
- Cuts From The Crypt (2001) – album
- Psycho in the Wax Museum (2006) – single

### Kryst The Conqueror
- Deliver Us From Evil (1989) – album
- Deliver Us From Evil (1990) – EP

### Gorgeous Frankenstein
- Gorgeous Frankenstein (2007) – album